# لاوسنیتس
لاوسنیتس (به آلمانی: Lausnitz) یک شهر در آلمان است که در زاله-ارلا واقع شده‌است. لاوسنیتس ۳۵۱ نفر جمعیت دارد.